# Joseph I. (Schwarzenberg)

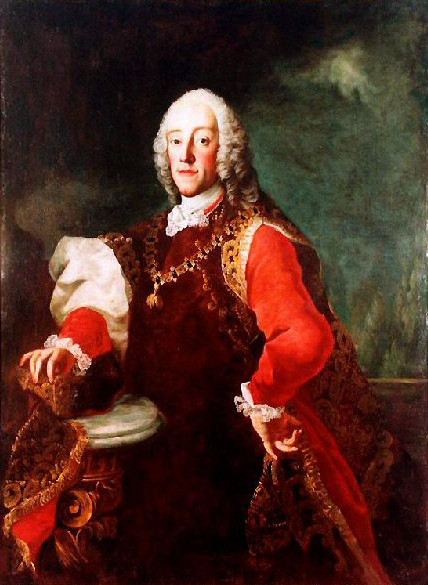
Joseph I. von Schwarzenberg

Joseph I. Adam Johann Nepomuk Franz de Paula Joachim Judas Thaddäus Abraham Fürst von Schwarzenberg (* 15. Dezember 1722 in Wien; † 17. Februar 1782 ebenda) war ein österreichischer und böhmischer Adliger.

## Leben
Joseph kam als Sohn von Adam Franz Karl Fürst von Schwarzenberg (Linz, 25. September 1680, † 11. Juni 1732 bei Brandeis an der Elbe) und Eleonore Elisabeth Amalia Magdalena von Lobkowicz (* 20. Juni 1682; † 5. Mai 1741 in Wien) zur Welt.
Bereits im Alter von zehn Jahren trat er nominell die Nachfolge seines Vaters an und wurde als 4. Fürst aus dem Haus Schwarzenberg der Ritterschaft des Ordens vom Goldenen Vlies teilhaftig. Er wurde K.u.K. Kämmerer, Wirklich Geheimer Rat, Erster Obersthofmeister der Kaiserin Maria Theresia und schließlich auch noch Staats- und Konferenzminister. Darüber hinaus bekleidete er das Amt eines Reichserbhofrichters zu Rottweil.
Joseph I. von Schwarzenberg heiratete am 22. August 1741 in Mariaschein bei Teplitz Maria Theresia von und zu Liechtenstein (* 28. Dezember 1721; † 19. Jänner 1753), die Tochter von Josef Johann Adam, Fürst von Liechtenstein und Maria Anna von Oettingen-Spielberg. Er errichtete bald danach zusammen mit seiner Frau die Kirche in Postelberg, aus Dankbarkeit für die Geburt eines Erben. 1767 kaufte Joseph I. die Herrschaft Neuschloß.
Joseph I. von Schwarzenberg erhielt am 5. Dezember 1746 für Böhmen und am 8. Dezember 1746 für das Heilige Römische Reich deutscher Nation das Fürstendiplom dahingehend erweitert, dass alle ehelichen männlichen wie weiblichen Nachkommen den Titel „Fürst“ bzw. „Fürstin“ führen durften und wurde damit in den Reichsfürstenstand und den Stand eines böhmischen Fürsten erhoben.

## Kinder
Joseph von Schwarzenberg zeugte vier Söhne und fünf Töchter:
- Johann I. Nepomuk Anton, 5. Fürst von Schwarzenberg (* 3. Juli 1742; † 5. Oktober 1789)
- Maria Anna (* 6. Jänner 1744; † 8. August 1803), Hochzeit 1764 mit Ludwig von Zinzendorf
- Josef Wenzel (* 26. März 1745; † 4. April 1764)
- Anton (* 11. April 1746; † 7. März 1764)
- Maria Theresia (* 30. April 1747; † 21. Jänner 1788)
- Marie Eleonore (* 13. Mai 1748; † 3. Mai 1786)
- Franz Josef (* 8. August 1749; † 14. August 1750)
- Maria Josepha (* 24. Oktober 1751; † 7. April 1755)
- Marie Ernestine (* 18. Oktober 1752; † 12. April 1801)